# Heinrich Herold
Heinrich Herold (* 3. April 1900 in Greding; † 24. März 1984 in Greding) war ein deutscher Manager.

## Leben
Herold wurde als Sohn des Notariatsbuchhalters Heinrich Herold und seiner Frau Mathilde, geb. Kraus, geboren. Zwischen 1906 und 1910 besuchte er die Volksschule in Greding und danach die Realschule in Eichstätt. Die Hilfsdienstpflicht leistete er zwischen 1. April 1917 und 7. Oktober 1917 als Aushilfskraft bei der 4. Ersatz Maschinengewehr Kompanie in Ingolstadt ab und den weiteren Hilfsdienst bis 15. Juni 1918 als Chemiker im königlichen Hauptlaboratorium in Ingolstadt. Dabei untersuchte er Metalle und Legierungen. Während des Kriegsverlaufes wurde er bis November 1918 an die Front zur Ausbildung an das Ersatz-Bataillon der 10. Infanterie-Regiment eingezogen. In dieser Zeit kam er zum Nahkampfmittelkurs nach Grafenwöhr und zu einem Fortbildungskurs nach Nürnberg.
Zwischen dem 3. Dezember 1918 und dem 2. Dezember 1919 machte er bei der landwirtschaftlichen Zentralgenossenschaft in Regensburg eine kaufmännische Lehre. Zwischen dem 24. April und dem 31. Mai 1919 war er Freiwilliger der 1. Kompanie des Freikorps Regensburg zur Niederwerfung des Kommunistenaufstandes. Ab dem 3. Dezember 1919 war er bis zum 31. März 1921 Bankbeamter bei der landwirtschaftlichen Zentralgenossenschaft. Parallel absolvierte er die Wintersemester 1919/20 und 1920/21 des Handelshochschulkurses.
Von April 1921 bis März 1922 war er Korrespondent der Dresdner Bank in Frankfurt am Main. Gleichzeitig war er mit kleinem Matrikel für zwei Semester im Studium der Wirtschafts- und Sozialwissenschaften an der Universität Frankfurt am Main immatrikuliert. Von April 1922 bis zum 12. Dezember war er bei der Deutschen Überseeischen Bank in Berlin tätig. Anschließend war er bis zum 30. Juni 1927 Sekretariatsbeamter bei der Banco Aleman Transatlantico in Madrid und bis zum 15. März 1929 Prokurist im Import- und Export-Geschäft von Guillermo Speckenbach in Madrid. Am 16. März 1929 wurde er Bevollmächtigter an der Madrider Filiale der Agfa Foto Aktiengesellschaft und am 16. Oktober 1929 in die Zentrale nach Barcelona versetzt.
Am 3. Mai 1930 heiratete er das Fräulein Concepió´n Gippini Guramenta aus Madrid.
Im Jahre 1931 wurde er zum Prokuristen der Agfa Foto Aktiengesellschaft und im Herbst 1936 zum Geschäftsleitenden Direktor in den Vorstand der Agfa Foto Aktiengesellschaft bestellt. Schließlich wurde er Präsident des Verwaltungsrates der Agfa-Foto-Gesellschaft.

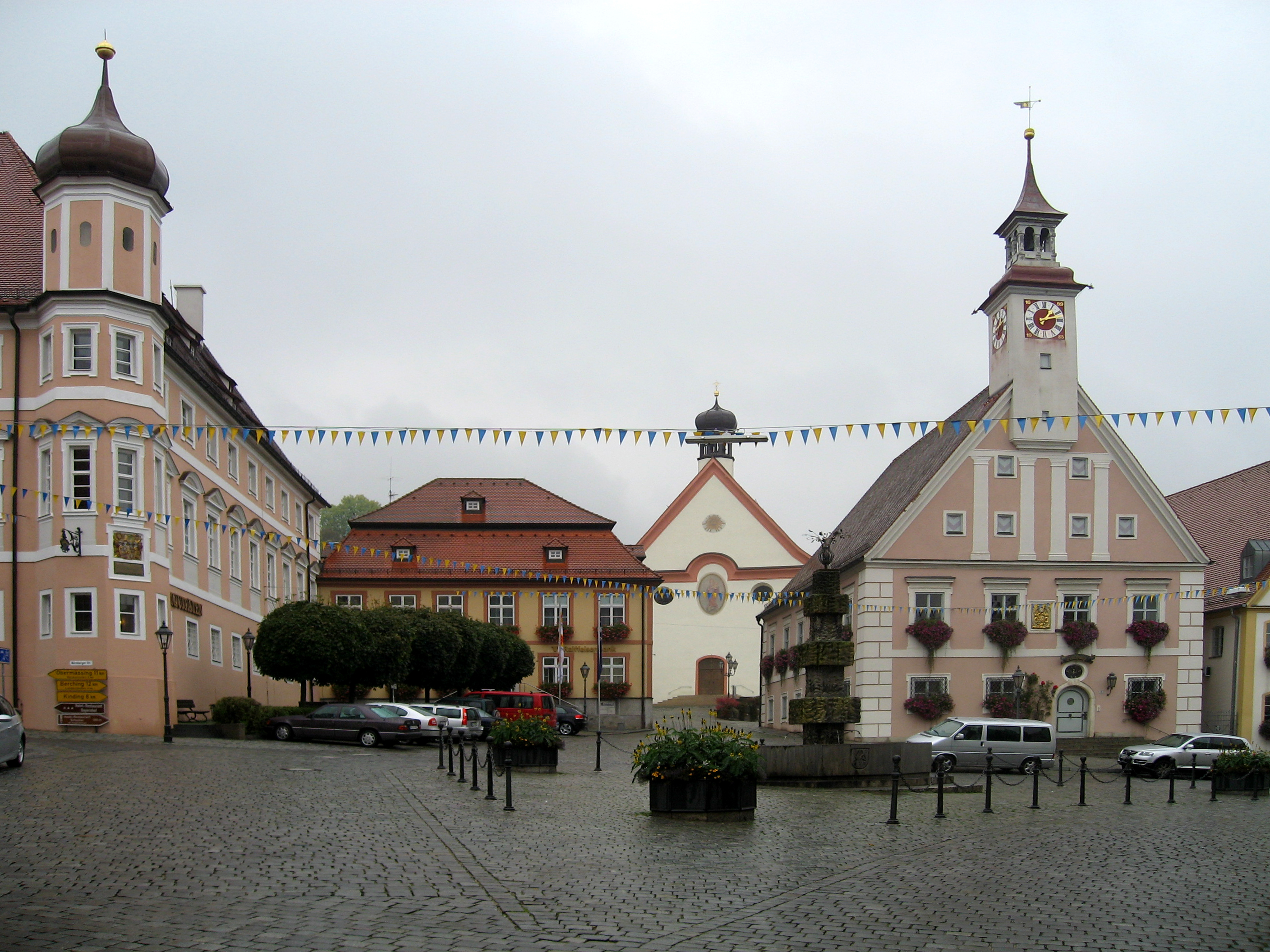
Der gestiftete Brunnen

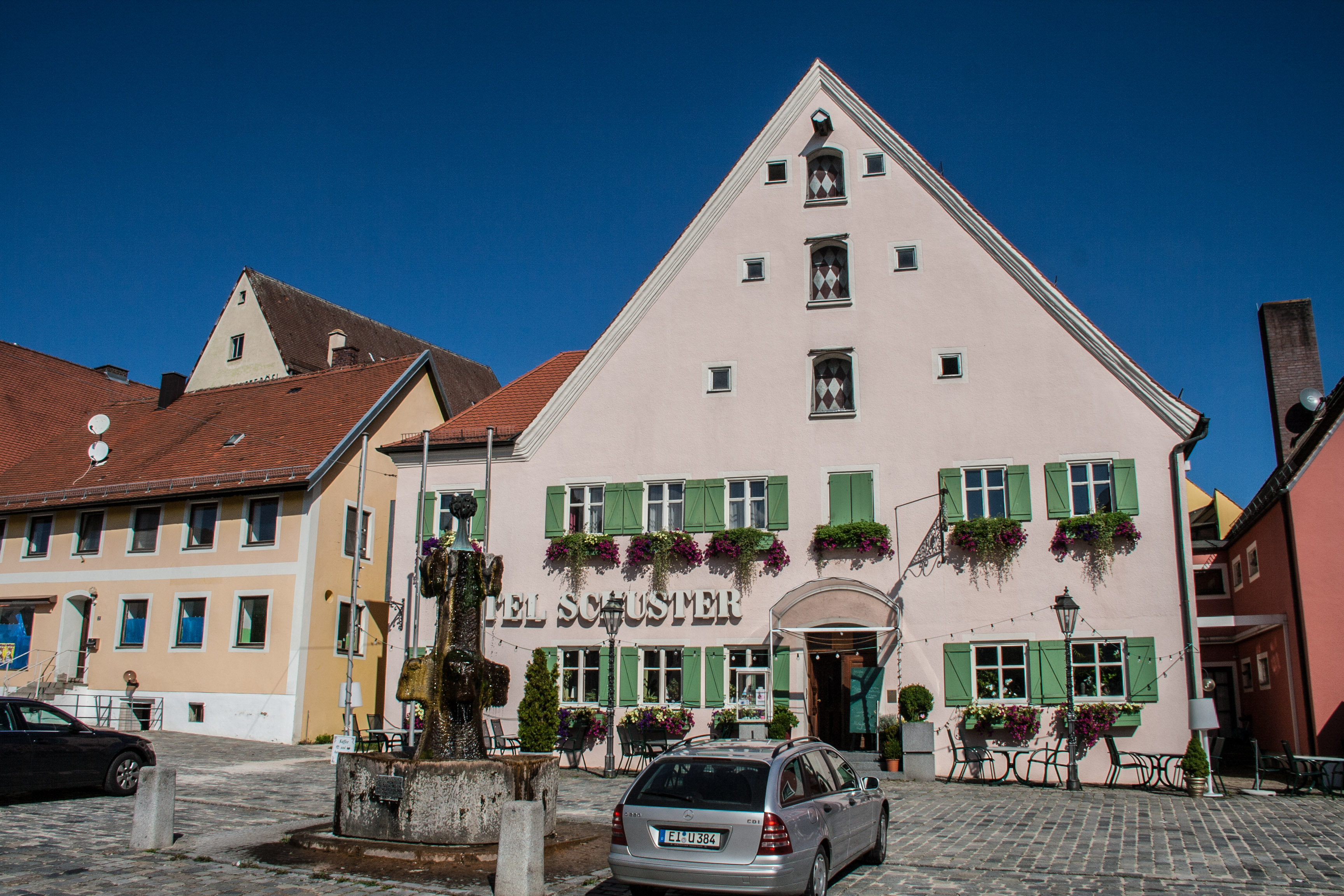
Der Brunnen seiner Gattin

Am 7. August 1964 wurde Heinrich Herold von seiner Heimatstadt Greding für seine großzügigen Spenden die Ehrenbürgerwürde angetragen. Am 9. November 1965 wurde ihm das Bundesverdienstkreuz 1. Klasse verliehen. Der große Steinbrunnen auf dem Marktplatz von Greding ist eine Spende von Heinrich Herold, welche am 22. August 1965 eingeweiht wurde. Außerhalb der südlichen Stadtmauer ließ er die Heinrich-Herold-Anlage, einen kleinen Park mit großem Spielplatz, errichten. Er ließ eine Stiftung zugunsten der Einwohner des Altenheims Greding errichten. Eine weitere Stiftung von Heinrich Herold beschert jedem Gredinger Bürger ab 65 Jahren eine Brotzeit auf dem Gredinger Volksfest. Seine Gattin Conception Leonor Herold stiftete 1969 einen Stadtbrunnen vor dem Hotel Schuster.
Nach dem Tode seiner Frau kehrte er nach Greding zurück. Er verstarb 1984 im Gredinger Altenheim und wurde im Familiengrab auf dem Gredinger Friedhof beerdigt.

## Ehrungen
In der Kaisinger Siedlung unter dem Galgenberg wurde die Heinrich-Herold-Straße nach ihm benannt.

## Einzelnachweis
1. ↑  Heinrich-Herold-Anlage am Eichstätter Tor - Stadt Greding. Abgerufen am 2. August 2018.

| Personendaten    | Personendaten     |
| ---------------- | ----------------- |
| NAME             | Herold, Heinrich  |
| KURZBESCHREIBUNG | deutscher Manager |
| GEBURTSDATUM     | 3. April 1900     |
| GEBURTSORT       | Greding           |
| STERBEDATUM      | 24. März 1984     |
| STERBEORT        | Greding           |